# Ernest McFarland
Ernest William McFarland né le 9 octobre 1894 à Earlsboro en Oklahoma et décédé le 8 juin 1984, fut de 1941 à 1953 le sénateur démocrate de l'Arizona avant de devenir gouverneur de l'Arizona jusqu’en 1959.
Considéré comme l'un des promoteurs du G.I. Bill en 1944, il fut également leader des démocrates au Sénat de 1951 à 1953.

## Liens
- Ressources relatives à la vie publique :   - Biographical Directory of the United States Congress
  - National Governors Association
- Notice dans un dictionnaire ou une encyclopédie généraliste :   - American National Biography
- Notices d'autorité :   - VIAF
  - ISNI
  - LCCN
  - GND
  - WorldCat